# Möhrenbach
Möhrenbach è una frazione della città tedesca di Ilmenau.

## Amministrazione
Möhrenbach è amministrata da un consiglio di frazione (Ortsteilrat) e da un sindaco di frazione (Ortsteilbürgermeister).